# Condylostylus vigilans
Condylostylus vigilans är en tvåvingeart som beskrevs av Becker 1922. Condylostylus vigilans ingår i släktet Condylostylus och familjen styltflugor. Inga underarter finns listade i Catalogue of Life.